# Distretto di Yen Phong
Il distretto di Yen Phong (vietnamita: Yên Phong) è un distretto (huyện) del Vietnam che nel 2019 contava 146.040 abitanti.
Occupa una superficie di 113 km² nella provincia di Bac Ninh. Ha come capitale Cho.